# Ludwig Karbe
Ludwig Karbe (* 27. April 1933 in Lüneburg; † 16. Januar 2019 in Moorrege) war ein deutscher Zoologe und Lehrbeauftragter am Institut für Meereskunde der Universität Hamburg. Er wurde vor allem bekannt durch seine umfassenden Forschungsarbeiten zur Verschmutzung der Nordsee und Elbe.

## Leben
Karbe wurde im April 1933 in Lüneburg geboren und absolvierte zwischen 1952 und 1958 Basisstudiengänge in Physik, Chemie und Biologie. Zusätzlich studierte er als Jungakademiker Zoologie, Botanik und Fischereibiologie und erhielt abschließend ein Diplom in Biologie.
Zwischen 1959 und 1960 arbeitete er als Wissenschaftlicher Assistent des Zoologischen Instituts und Museums der Universität Hamburg. Es folgte seine Inauguraldissertation über das Artenphänomen und die Sterilität Anatolischer Cyprinodontiden (Zahnkärpflinge).
Zwischen 1961 und 1968 erhielt Karbe unter anderem Forschungsstipendiat der Deutschen Forschungsgemeinschaft (DFG) und war Gastwissenschaftler des Staatsinstituts für Seeforschung und später Forschungsstipendiat für das Sonderforschungsprogramm der DFG „Wasserforschung“. Schließlich wechselte er vom Zoologischen Institut zum Institut für Hydrobiologie und Fischereiwissenschaften der Universität Hamburg.
Ab 1972 war Ludwig Karbe als Wissenschaftlicher Oberrat sowie zwischen 1972 und 1998 als Dozent der Aquatischen Biologie, de Limnologie, der Ozeanographie sowie der Hydrochemie und der Wassertoxikologie tätig.
Im Jahr 1998 ging Karbe in Rente und nahm weiterhin Ämter und Aufgaben der DFG und des Instituts für Meereskunde der Universität Hamburg wahr. Zudem publizierte allein und verschiedenen Mitautoren mehr 250 Artikel in seinen Fachgebieten und war unter anderem 1970 und 1980 Mitautor von Grzimeks Tierleben. Im Januar 2019 verstarb er in Moorrege.

## Werke
- T. Borchardt, T. Burchert, L. Karbe, R. Zeitner: Enhanced heavy metal concentrations in Mytilus edulis from the central North Sea. (Erhöhte Schwermetallkonzentrationen bei Mytilus edulis von der zentralen Nordsee.). In: J. E. Ros (Hrsg.): Topics in Marine Biology. Scient.Mar. Band 53, 1989, S. 725–728.
- J. Borchert, L. Karbe, J. Westendorf: Uptake and metabolism of benzo(a)pyrene absorbed to sediment by the freshwater invertebrate species Chironomus riparius and Sphaerium corneum. (Aufnahme und Stoffwechsel von Benzo(a)pyren bei den süßwasserwirbellosen Arten Chironomus riparius und Sphaerium corneum.) In: Bull. Environ. Contam. Toxicol. Band 58, Nr. 1, 1997, S. 158–165.
- H. Capers, L. Karbe: Biologische Untersuchungen über die Gewässergüte des Wandse- und Alstersystems. Bericht an die Baubehörde, Hauptabteilung Wasserwirtschaft 1964.
- H. Bäcker, L. Karbe: Umweltuntersuchungen zu einem Tiefsee – Bergbau – Projekt im Roten Meer. In: IMT 80. Band 306/01, 1980, S. 543–552.
- J.–C. Bening, L. Karbe: Umweltgifte in Nordseetieren. Wenn wir Effekte feststellen, kann es zu spät sein. In: H. Thiel (Hrsg.): Kurs Nord. Meeresforschung mit Valdivia. Boysen Verlag, Heide 1991, ISBN 3-8042-0567-4.
- M. Hoffmann, L. Karbe: Comparison of the gonadal development of bream (Abramis brama, L) from the River Elbe and two Berlin waters (Germany). (Vergleich der Entwicklung der Gonaden der Brasse (Abramis brama, L) von dem Fluß Elbe (Deutschland)). SETAC – Europe Hamburg MOP/124, 2003.
- K. Kabbe, L. Karbe: Die hepatotoxische Wirkung von Blaualgenblüten aus dem Eichbaumsee – Vergleich der Hepatotoxizität von Blüten aus den Jahren 1997, 1998 und 1999. Bericht an die Hamburger Umweltbehörde – Fachamt für Gewässer und Bodenschutz, 2000.
- L. Karbe: Cytologische Untersuchung der Sterilitätserscheinung bei anatolischen Zahnkarpfen, ein Beitrag zum Speziationsproblem. In: Mitt. Hamburg. Zool. Mus. Inst. Band 59, 1961, S. 73–104.
- L. Karbe: Lachsähnliche (12. Kapitel: Die Lachsfische). In: Grzimeks Tierleben. Band 4: Fische. Teil 1, 4 1970 Kindler Verlag, Zürich und Deutscher Taschenbuch Verlag, München 1980, S. 217–257.
- L. Karbe: Toxicity of heavy metals modified by environmental stress. (Toxizität von Schwermetallen durch Umweltstress). In: Abstr. Int. Conf. Heavy Metals in the Environment. Toronto 1975.
- L. Karbe, U. Schiewer: Bioindikation in küstennahen Gewässern. In: G. Gunkel (Hrsg.): Bioverfügbarkeit in aquatischen Ökosystemen. Fischer Verlag, Jena 1994.
- L. Karbe, Th. Ternes, A. Wenzel, A. Hecker: Estrogens, xenoestrogens and effects on fish in German waters. (Östrogene, Fremdöstrogene und Effekte bei Fischen in deutschen Gewässern). In: D. Vethaak, M. Schrap, P. deVoogt (Hrsg.): Estrogens and Xenoestrogens in the aquatic Environment: An Integrated Approach for Field Monitoring and Effect Assessment. (Östrogene, Fremdöstrogene in der aquatischen Umwelt: Ein integrierter Zugang für die Feldüberwachung und Effektbewertung). SETAC Press Special Publication 2006.
- Mitherausgeber des Buches über das Symposium „Warnsignal Klima: Folgen des Klimawandels – Gefahren für Menschen, Tiere und Pflanzen“ (effects by Climate Change – Impacts on Human Health, Animals and Plants). Hamburg, Februar 2008.
- B. Poginski, B. Blömeke, A. Hewer, D. H. Philipps, L. Karbe, H. Marquardt: 32P - Post – labelling analysis of benthic fish from European waters (North and Irish Seas). (32P Nachmarkierungsanalyse des Benthicfisches europäischer Gewässer (Nord- und Irische See)). In: Proc. Am. Ass. Cancer Res. Band 568, 1990, S. 96.
- Ch. Schnier, L. Karbe, R. Niedergesäss: Trace elements in mussels and sediment from the German Bight (North Sea). A comparison of multielement patterns. (Spurenelemente in Muscheln und im Sediment der Deutschen Bucht (Nordsee). Ein Vergleich der Multielementmuster). ICES C. M. 1978/E:74 und GKSS 77/E/51 (1978)